# 喬爾塔拉河
喬爾塔拉河（烏克蘭語：Чортала）是烏克蘭的河流，位於該國南部尼古拉耶夫州，屬於南布格河的支流，發源自科帕尼西南面，河道全長37公里，流域面積370平方公里。